# Чарльз Остін
Чарльз Остін (англ. Charles Austin; нар. 19 грудня 1967, Бей-Сіті, Техас) — американський легкоатлет, що спеціалізується на стрибках у висоту, олімпійський чемпіон 1996 року, чемпіон світу.

## Кар'єра
| Рік             | Змагання                         | Місто                      | Місце           | Примітки        |                 |
| Представник США | Представник США                  | Представник США            | Представник США | Представник США | Представник США |
| --------------- | -------------------------------- | -------------------------- | --------------- | --------------- | --------------- |
| 1991            | Чемпіонат світу в приміщенні     | Севілья, Іспанія           | 6               | 2.31 м          |                 |
| 1991            | Чемпіонат світу                  | Токіо, Японія              | 1               | 2.38 м          |                 |
| 1992            | Олімпійські ігри                 | Барселона, Іспанія         | 8               | 2.28 м          |                 |
| 1993            | Чемпіонат світу в приміщенні     | Торонто, Канада            | 9               | 2.24 м          |                 |
| 1995            | Чемпіонат світу                  | Гетебор, Швеція            | 13 (кв.)        | 2.27 м          |                 |
| 1996            | Олімпійські ігри                 | Атланта, США               | 1               | 2.39 м          |                 |
| 1996            | Всесвітній легкоатлетичний фінал | Мілан, США                 | 4               | 2.30 м          |                 |
| 1997            | Чемпіонат світу в приміщенні     | Париж, Франція             | 1               | 2.35 м          |                 |
| 1997            | Чемпіонат світу                  | Афіни, Греція              | 13 (кв.)        | 2.26 м          |                 |
| 1998            | Всесвітній легкоатлетичний фінал | Москва, Росія              | 3               | 2.28 м          |                 |
| 1999            | Чемпіонат світу в приміщенні     | Маебасі, Японія            | 3               | 2.33 м          |                 |
| 1999            | Чемпіонат світу                  | Севілья, Іспанія           | 8               | 2.29 м          |                 |
| 2000            | Олімпійські ігри                 | Сідней, Австралія          | 20 (кв.)        | 2.20 м          |                 |
| 2000            | Всесвітній легкоатлетичний фінал | Доха, Катар                | 7               | 2.15 м          |                 |
| 2001            | Чемпіонат світу в приміщенні     | Лісабон, Португалія        | 11              | 2.20 м          |                 |
| 2001            | Чемпіонат світу                  | Едмонтон, Канада           | 9               | 2.20 м          |                 |
| 2003            | Чемпіонат світу в приміщенні     | Бірмінгем, Велика Британія | 10              | 2.20 м          |                 |